# 豆包 (聊天机器人)
豆包是字节跳动公司推出的一款多功能AI智能助手，于2023年8月上线。其海外版本称为Cici。
豆包基于豆包大模型（原名云雀模型）开发，支持文本、图像、音视频生成、语音通话、数据分析以及AI驱动的在线搜索功能。豆包在中国可以免费下载和使用，提供网页端、PC客户端、和移动应用程序。
截至2024年10月，其下载量累计超过1.2亿，有5.1千万活跃用户。